# Från berg till berg
Från berg till berg är en psalm med text skriven på 1800-talet av H W Clark och musik av William J. Kirkpatrick. Texten översattes till svenska 1890 av John Ongman och bearbetades 1985 Kerstin Lundin.

## Publicerad i
- Segertoner 1988 som nr 422 under rubriken "Den kristna gemenskapen - Vittnesbörd - tjänst - mission".[1]